# Томас Монхе
Томас Монхе Гутьєррес (ісп. Tomás Monje Gutiérrez; 21 грудня 1884 — 15 липня 1954) — болівійський правознавець і політичний діяч, президент країни з серпня 1946 до березня 1947 року.

## Біографія
Народився в Коройко, департамент Ла-Пас. Був відомим суддею та інтелектуалом.
Обіймав пост голови Апеляційного суду Ла-Паса, коли його було призначено на пост президента країни після усунення від влади й убивства президента Гвальберто Вільярроеля. На той момент Монхе хворів, тому замість нього обов'язки глави держави виконував протягом 27 діб Нестор Гільєн. Перед ним стояло завдання організувати й провести якомога швидше президентські вибори. Здійснивши це, він передав владу переможцю, консерватору Енріке Ерцогу, у січні 1947 року.